# Campeonato de Primera División 1941 (Argentina)
El Campeonato de Primera División 1941 fue la undécima temporada y el decimotercer torneo de la era profesional de la Primera División de Argentina de fútbol. Se disputó en dos ruedas de todos contra todos entre el 30 de marzo y el 15 de noviembre, cuando se jugó un partido pendiente de la 30.ª fecha. 
El campeón fue el Club Atlético River Plate, que comenzó en este torneo a plasmar el equipo que pasaría a la historia con el nombre de La Máquina. La consagración llegó en la última fecha, con un triunfo por 3 a 1 frente al Club Estudiantes de La Plata, en condición de visitante.
El Club Atlético Rosario Central descendió a segunda división, al haber ocupado en último lugar en la tabla de posiciones. 

## Ascensos y descensos
| Equipos ascendidos |
| ------------------ |
| No hubo            |

| Pos  | Equipos descendidos en la temporada 1940 |
| ---- | ---------------------------------------- |
| 17.º | Vélez Sarsfield                          |
| 18.º | Chacarita Juniors                        |

De esta manera, el número de participantes disminuyó a 16.

## Equipos
| Equipo             | Ciudad       |
| ------------------ | ------------ |
| Atlanta            | Buenos Aires |
| Banfield           | Banfield     |
| Boca Juniors       | Buenos Aires |
| Estudiantes        | La Plata     |
| Ferro Carril Oeste | Buenos Aires |
| Gimnasia y Esgrima | La Plata     |
| Huracán            | Buenos Aires |
| Independiente      | Avellaneda   |
| Lanús              | Lanús        |
| Newell's Old Boys  | Rosario      |
| Platense           | Buenos Aires |
| Racing Club        | Avellaneda   |
| River Plate        | Buenos Aires |
| Rosario Central    | Rosario      |
| San Lorenzo        | Buenos Aires |
| Tigre              | Victoria     |

### Distribución geográfica de los equipos
| Región                 | Cant. | Equipos                                                                                 |
| ---------------------- | ----- | --------------------------------------------------------------------------------------- |
| Ciudad de Buenos Aires | 7     | Atlanta, Boca Juniors, Ferro Carril Oeste, Huracán, Platense, River Plate y San Lorenzo |
| Conurbano bonaerense   | 5     | Banfield, Independiente, Lanús, Racing Club y Tigre                                     |
| Ciudad de La Plata     | 2     | Estudiantes y Gimnasia y Esgrima                                                        |
| Ciudad de Rosario      | 2     | Newell's Old Boys y Rosario Central                                                     |

## Tabla de posiciones final
| Pos. | Equipo                  | Pts. | PJ | PG | PE | PP | GF | GC | Dif. |
| ---- | ----------------------- | ---- | -- | -- | -- | -- | -- | -- | ---- |
| 1.º  | River Plate             | 44   | 30 | 19 | 6  | 5  | 75 | 35 | 40   |
| 2.º  | San Lorenzo             | 40   | 30 | 17 | 6  | 7  | 67 | 46 | 21   |
| 3.º  | Newell's Old Boys       | 38   | 30 | 17 | 4  | 9  | 78 | 50 | 28   |
| 4.º  | Boca Juniors            | 36   | 30 | 16 | 4  | 10 | 61 | 52 | 9    |
| 5.º  | Independiente           | 34   | 30 | 15 | 4  | 11 | 67 | 53 | 14   |
| 6.º  | Huracán                 | 34   | 30 | 14 | 6  | 10 | 57 | 48 | 9    |
| 7.º  | Racing Club             | 33   | 30 | 15 | 3  | 12 | 64 | 54 | 10   |
| 8.º  | Estudiantes (LP)        | 32   | 30 | 13 | 6  | 11 | 77 | 64 | 13   |
| 9.º  | Ferro Carril Oeste      | 30   | 30 | 13 | 4  | 13 | 44 | 54 | −10  |
| 10.º | Tigre                   | 27   | 30 | 9  | 9  | 12 | 47 | 54 | −7   |
| 11.º | Atlanta                 | 26   | 30 | 8  | 10 | 12 | 59 | 73 | −14  |
| 12.º | Gimnasia y Esgrima (LP) | 20   | 30 | 8  | 4  | 18 | 50 | 73 | −23  |
| 13.º | Platense                | 19   | 30 | 6  | 7  | 17 | 49 | 68 | −19  |
| 14.º | Lanús                   | 18   | 30 | 6  | 6  | 18 | 59 | 95 | −36  |
| 15.º | Banfield                | 17   | 30 | 15 | 3  | 12 | 67 | 68 | −1   |
| 16.º | Rosario Central         | 16   | 30 | 6  | 4  | 20 | 42 | 76 | −34  |

|  | Campeón.                         |
|  | Descendió a la Segunda División. |

## Resultados
Fecha 1
30 de marzo
- Estudiantes (LP) 1 - Boca Juniors 2
- Platense 0 - Ferro 0
- Tigre 3 - Gimnasia (LP) 2
- Newell's Old Boys 5 - San Lorenzo 1
- Atlanta 0 - River Plate 5
- Racing Club 4 - Lanús 1
- Banfield 2 - Independiente 2
- Huracán 3 - Rosario Central 0

Fecha 2
6 de abril
- San Lorenzo 2 - Racing Club 4
- Rosario Central 1 - Platense 0
- Estudiantes (LP) 2 - Tigre 3
- Ferro 4 - Gimnasia (LP) 2
- Boca Juniors 7 - Atlanta 2
- Independiente 1 - Huracán 3
- Lanús 3 - Banfield 3
- River Plate 1 - Newell's Old Boys 2

Fecha 3
13 de abril
- Newell's Old Boys 3 - Boca Juniors 2
- Huracán 4 - Lanús 2
- Gimnasia (LP) 3 - Rosario Central 0
- Platense 1 - Independiente 3
- Tigre 2 - Ferro 1
- Banfield 1 - San Lorenzo 4
- Atlanta 6 - Estudiantes (LP) 6
- Racing Club 3 - River Plate 2

Fecha 4
20 de abril
- Boca Juniors 1 - Racing Club 4
- Estudiantes (LP) 3 - Newell's Old Boys 0
- Atlanta 1 - Tigre 1
- Independiente 4 - Gimnasia (LP) 1
- River Plate 2 - Banfield 2
- Lanús 4 - Platense 7
- San Lorenzo 5 - Huracán 2
- Rosario Central 1 - Ferro 2

Fecha 5
27 de abril
- Racing Club 2 - Estudiantes (LP) 2
- Gimnasia (LP) 1 - Lanús 2
- Tigre 4 - Rosario Central 2
- Platense 1 - San Lorenzo 2
- Huracán 2 - River Plate 1
- Ferro 3 - Independiente 1
- Banfield 3 - Boca Juniors 4
- Newell's Old Boys 5 - Atlanta 0

Fecha 6
4 de mayo
- Boca Juniors 1 - Huracán 0
- Atlanta 1 - Racing Club 1
- Independiente 3 - Rosario Central 2
- River Plate 3 - Platense 2
- Newell's Old Boys 2 - Tigre 1
- Lanús 0 - Ferro 0
- San Lorenzo 3 - Gimnasia (LP) 0
- Estudiantes (LP) 7 - Banfield 1

Fecha 7
11 de mayo
- Platense 1 - Boca Juniors 1
- Banfield 3 - Atlanta 5
- Racing Club 3 - Newell's Old Boys 2
- Rosario Central 1 - Lanús 1
- Huracán 3 - Estudiantes (LP) 2
- Gimnasia (LP) 0 - River Plate 3
- Tigre 0 - Independiente 3
- Ferro 1 - San Lorenzo 2

Fecha 8
18 de mayo
- Boca Juniors 2 - Gimnasia (LP) 3
- Lanús 1 - Independiente 2
- Newell's Old Boys 1 - Banfield 0
- Estudiantes (LP) 4 - Platense 1
- Racing Club 1 - Tigre 2
- San Lorenzo 3 - Rosario Central 1
- River Plate 4 - Ferro 0
- Atlanta 2 - Huracán 4

Fecha 9
25 de mayo
- Gimnasia (LP) 1 - Estudiantes (LP) 2
- Independiente 1 - San Lorenzo 2
- Ferro 3 - Boca Juniors 1
- Banfield 5 - Racing Club 1
- Platense 2 - Atlanta 0
- Rosario Central 3 - River Plate 5
- Tigre 1 - Lanús 1
- Huracán 3 - Newell's Old Boys 1

Fecha 10
1 de junio
- River Plate 2 - Independiente 1
- Newell's Old Boys 3 - Platense 1
- Boca Juniors 1 - Rosario Central 2
- Racing Club 2 - Huracán 2
- Banfield 0 - Tigre 5
- San Lorenzo 3 - Lanús 2
- Estudiantes (LP) 3 - Ferro 1
- Atlanta 3 - Gimnasia (LP) 1

Fecha 11
8 de junio
- Tigre 0 - San Lorenzo 1
- Gimnasia (LP) 2 - Newell's Old Boys 2
- Ferro 1 - Atlanta 0
- Platense 1 - Racing Club 2
- Independiente 1 - Boca Juniors 2
- Huracán 1 - Banfield 3
- Lanús 2 - River Plate 4
- Estudiantes (LP) 2 - Rosario Central 2

Fecha 12
15 de junio
- Racing Club 3 - Gimnasia (LP) 1
- Huracán 2 - Tigre 2
- Newell's Old Boys 1 - Ferro 0
- Estudiantes (LP) 3 - Independiente 2
- River Plate 1 - San Lorenzo 2
- Boca Juniors 4 - Lanús 2
- Atlanta 9 - Rosario Central 1
- Banfield 3 - Platense 1

Fecha 13
22 de junio
- Independiente 1 - Atlanta 1
- San Lorenzo 3 - Boca Juniors 2
- Platense 0 - Huracán 3
- Rosario Central 0 - Newell's Old Boys 1
- Gimnasia (LP) 0 - Banfield 2
- Tigre 0 - River Plate 3
- Ferro 0 - Racing Club 3
- Lanús 4 - Estudiantes (LP) 4

Fecha 14
29 de junio
- Platense 4 - Tigre 3
- Atlanta 0 - Lanús 3
- Banfield 1 - Ferro 4
- Huracán 3 - Gimnasia (LP) 2
- Newell's Old Boys 2 - Independiente 4
- Estudiantes (LP) 1 - San Lorenzo 1
- Racing Club 4 - Rosario Central 3
- Boca Juniors 2 - River Plate 1

Fecha 15
6 de julio
- Ferro 0 - Huracán 0
- Rosario Central 1 - Banfield 2
- River Plate 1 - Estudiantes (LP) 0
- Lanús 3 - Newell's Old Boys 4
- Tigre 1 - Boca Juniors 1
- Gimnasia (LP) 2 - Platense 0
- San Lorenzo 3 - Atlanta 3
- Independiente 3 - Racing Club 1

Fecha 16
20 de julio
- San Lorenzo 3 - Newell's Old Boys 3
- Gimnasia (LP) 1 - Tigre 1
- Independiente 3 - Banfield 4
- Lanús 2 - Racing Club 5
- Boca Juniors 2 - Estudiantes (LP) 1
- Ferro 3 - Platense 2
- River Plate 1 - Atlanta 1
- Rosario Central 3 - Huracán 2

Fecha 17
27 de julio
- Racing Club 2 - San Lorenzo 1
- Huracán 1 - Independiente 2
- Banfield 3 - Lanús 2
- Atlanta 2 - Boca Juniors 2
- Newell's Old Boys 2 - River Plate 2
- Platense 2 - Rosario Central 1
- Gimnasia (LP) 7 - Ferro 2
- Tigre 0 - Estudiantes (LP) 1

Fecha 18
3 de agosto
- River Plate 2 - Racing Club 0
- Lanús 1 - Huracán 2
- Independiente 3 - Platense 1
- Boca Juniors 2 - Newell's Old Boys 1
- Rosario Central 3 - Gimnasia (LP) 0
- San Lorenzo 0 - Banfield 2
- Ferro 1 - Tigre 1
- Estudiantes (LP) 3 - Atlanta 2

Fecha 19
10 de agosto
- Racing Club 1 - Boca Juniors 2
- Ferro 3 - Rosario Central 1
- Huracán 0 - San Lorenzo 3
- Gimnasia (LP) 3 - Independiente 1
- Newell's Old Boys 4 - Estudiantes (LP) 2
- Banfield 2 - River Plate 4
- Tigre 1 - Atlanta 2
- Platense 1 - Lanús 1

Fecha 20
17 de agosto
- Independiente 1 - Ferro 0
- Boca Juniors 2 - Banfield 0
- Rosario Central 1 - Tigre 1
- Lanús 2 - Gimnasia (LP) 3
- San Lorenzo 3 - Platense 3
- Atlanta 3 - Newell's Old Boys 2
- Estudiantes (LP) 4 - Racing Club 2
- River Plate 0 - Huracán 0

Fecha 21
24 de agosto
- Huracán 2 - Boca Juniors 3
- Gimnasia (LP) 1 - San Lorenzo 3
- Racing Club 4 - Atlanta 0
- Ferro 4 - Lanús 0
- Banfield 2 - Estudiantes (LP) 1
- Rosario Central 1 - Independiente 2
- Platense 1 - River Plate 2
- Tigre 2 - Newell's Old Boys 2

Fecha 22
31 de agosto
- River Plate 3 - Gimnasia (LP) 3
- Atlanta 1 - Banfield 2
- Boca Juniors 1 - Platense 2
- Lanús 4 - Rosario Central 2
- Independiente 5 - Tigre 1
- Estudiantes (LP) 1 - Huracán 1
- San Lorenzo 4 - Ferro 0
- Newell's Old Boys 1 - Racing Club 0

Fecha 23
7 de septiembre
- Ferro 1 - River Plate 2
- Rosario Central 1 - San Lorenzo 1
- Banfield 4 - Newell's Old Boys 3
- Huracán 0 - Atlanta 2
- Independiente 7 - Lanús 2
- Platense 2 - Estudiantes (LP) 3
- Tigre 5 - Racing Club 1
- Gimnasia (LP) 2 - Boca Juniors 1

Fecha 24
14 de septiembre
- Racing Club 2 - Banfield 1
- Boca Juniors 3 - Ferro 0
- River Plate 2 - Rosario Central 1
- Lanús 3 - Tigre 1
- Newell's Old Boys 3 - Huracán 1
- Estudiantes (LP) 3 - Gimnasia (LP) 1
- San Lorenzo 1 - Independiente 0
- Atlanta 3 - Platense 3

Fecha 25
21 de septiembre
- Rosario Central 2 - Boca Juniors 0
- Platense 0 - Newell's Old Boys 2
- Ferro 4 - Estudiantes (LP) 2
- Gimnasia (LP) 3 - Atlanta 3
- Independiente 0 - River Plate 4
- Huracán 1 - Racing Club 0
- Tigre 1 - Banfield 0
- Lanús 3 - San Lorenzo 2

Fecha 26
26 de septiembre
- River Plate 4 - Lanús 0

28 de septiembre
- Estudiantes (LP) 5 - Rosario Central 2
- Boca Juniors 1 - Independiente 1
- Atlanta 0 - Ferro 1
- Newell's Old Boys 6 - Gimnasia (LP) 1
- Racing Club 4 - Platense 1
- Banfield 1 - Huracán 3
- San Lorenzo 3 - Tigre 0

Fecha 27
5 de octubre
- San Lorenzo 1 - River Plate 1
- Ferro 2 - Newell's Old Boys 0
- Rosario Central 0 - Atlanta 1
- Gimnasia (LP) 1 - Racing Club 0
- Lanús 2 - Boca Juniors 3
- Platense 2 - Banfield 3
- Tigre 3 - Huracán 1
- Independiente 5 - Estudiantes (LP) 2

Fecha 28
12 de octubre
- River Plate 2 - Tigre 0
- Newell's Old Boys 5 - Rosario Central 0
- Estudiantes (LP) 5 - Lanús 1
- Racing Club 1 - Ferro 2
- Atlanta 2 - Independiente 2
- Banfield 3 - Gimnasia (LP) 1
- Boca Juniors 2 - San Lorenzo 1
- Huracán 1 - Platense 1

Fecha 29
19 de octubre
- River Plate 5 - Boca Juniors 1
- Lanús 4 - Atlanta 2
- Independiente 2 - Newell's Old Boys 1
- Tigre 2 - Platense 2
- Gimnasia (LP) 0 - Huracán 3
- Rosario Central 2 - Racing Club 1
- San Lorenzo 3 - Estudiantes (LP) 1
- Ferro 0 - Banfield 5

Fecha 30
26 de octubre
- Estudiantes (LP) 1 - River Plate 3
- Banfield 4 - Rosario Central 2
- Boca Juniors 3 - Tigre 0
- Platense 3 - Gimnasia (LP) 2
- Racing Club 3 - Independiente 1
- Huracán 4 - Ferro 1
- Atlanta 2 - San Lorenzo 1

15 de noviembre
- Newell's Old Boys 9 - Lanús 2

## Descensos y ascensos
Rosario Central descendió a Segunda División al haber ocupado el último lugar en la tabla de posiciones, siendo reemplazado por Chacarita Juniors para el Campeonato de Primera División 1942.

## Goleadores
| Jugador              | Jugador         | Goles | Equipo            |
| -------------------- | --------------- | ----- | ----------------- |
| Bandera de Argentina | José Canteli    | 31    | Newell's Old Boys |
| Bandera de Paraguay  | Arsenio Erico   | 26    | Independiente     |
| Bandera de España    | Isidro Lángara  | 24    | San Lorenzo       |
| Bandera de Argentina | José Liztherman | 23    | Racing Club       |
| Bandera de Argentina | Rafael Sanz     | 21    | Banfield          |

## Copas nacionales
Durante la temporada se disputaron también las siguientes copas nacionales:
- Copa Escobar: ganada por  el Club Atlético River Plate.
- Copa Ibarguren: ganada por el Club Atlético River Plate.